# Peter Svätojánsky
Peter Svätojánsky (* 12. Januar 1977 in Poprad) ist ein slowakischer Skibergsteiger und seit 1999 Mitglied im Nationalkader der Slovenská skialpinistická asociácia (SSA).
Er begann mit dem Skibergsteigen 1990 und nahm 1992 an seinem ersten Wettkampf in dieser Sportart teil. Er lebt in Nová Lesná.

## Erfolge (Auswahl)
- 2001: 3. Platz bei der Europameisterschaft Skibergsteigen Team mit Miroslav Leitner
- 2002: 3. Platz bei der Weltmeisterschaft Skibergsteigen Team mit Miroslav Leitner
- 2004:
  - 5. Platz bei der Weltmeisterschaft Skibergsteigen Staffel (mit Miroslav Leitner, Branislav Kačina und Milan Madaj)
  - 7. Platz bei der Weltmeisterschaft Skibergsteigen Team mit Miroslav Leitner
  - 7. Platz bei der Weltmeisterschaft Skibergsteigen Kombinationswertung
- 2005:
  - 5. Platz bei der Europameisterschaft Skibergsteigen Staffel (mit Milan Madaj, Miroslav Leitner und Branislav Kačina)
  - 8. Platz bei der Europameisterschaft Skibergsteigen Team mit Miroslav Leitner
- 2006: 4. Platz bei der Weltmeisterschaft Skibergsteigen Staffel (mit Miroslav Leitner, Milan Blasko und Milan Madaj)
- 2008:
  - 5. Platz bei der Weltmeisterschaft Skibergsteigen Herren
  - 9. Platz bei der Weltmeisterschaft im Skibergsteigen Staffel (mit Miroslav Leitner, Jozef Hlavco und Juraj Laštík)

Pierra Menta
- 2000: 4. Platz mit Miroslav Leitner
- 2001: 4. Platz mit Miroslav Leitner
- 2002: 8. Platz mit Miroslav Leitner
- 2005: 9. Platz mit Miroslav Leitner
- 2006: 9. Platz mit Milan Madaj
- 2008: 3. Platz mit Patrick Blanc

Trofeo Mezzalama
- 2003: 10. Platz mit Miroslav Leitner und Milan Madaj